# Gagea incrustata
Gagea incrustata är en liljeväxtart som beskrevs av Aleksei Ivanovich Vvedensky. Gagea incrustata ingår i Vårlökssläktet och i familjen liljeväxter. Inga underarter finns listade.